# Bligorejo
Bligorejo is een bestuurslaag in het regentschap Pekalongan van de provincie Midden-Java, Indonesië. Bligorejo telt 3499 inwoners (volkstelling 2010).